# Léopold Lefebvre
Pour les articles homonymes, voir Lefebvre.
Le baron Léopold-Henri-Joseph Lefebvre, né le 26 juin 1769 à Tournai et mort le 15 septembre 1844 à Chercq, est un industriel et homme politique belge. 

## Biographie
Léopold Lefebvre est le fils de Piat Lefebvre (1722-1801), directeur de la Manufacture impériale et royale de tapis de Tournai, et de Marie Rosalie Josèphe Delescolle. Il est l'oncle du bourgmestre Désiré de Hults (nl). Gendre d'Ignace Farin, conseiller assesseur des finances de Tournai, il est le beau-père du baron Alphonse de Rasse, de l'industriel-verrier Hippolyte des Lyons de Noircarme, d'Adolphe du Chastel de La Howarderie, de Maximilien de Hoston et d'Henriette Decazes de Glücksbierg (fille du duc Élie Decazes).
Mêlé jeune aux affaires familiales, il prend la suite de son père à la tête de la manufacture de tapis Lefebvre-Delescolle. Il en donne un grand développement et une réputation européenne. Il s'occupe également au sort des ouvriers et des œuvres charitables.
Il reçoit le titre de baron par le roi Guillaume Ier des Pays-Bas en 1827.

## Fonctions et mandats
- Directeur de la manufacture de tapie Lefebvre-Delescolle à Tournai : 1789-1828
- Conseiller communal de Tournai : 1800-1816
- Président du conseil de direction de l'hôpital civile de Tournai : 1805-1816
- Membre de la Chambre du Commerce de Tournai : 1817-1822
- Membre des États provinciaux du Hainaut : 1818
- Membre du Conseil de Régence de Tournai : 1820-1830
- Président du directoire de l'hôpital civil de Froidmont : 1829-1830
- Membre du comité provincial de statistique du Hainaut : 1830
- Conseiller communal de Tournai : 1830-1839
- Président de la Junte d'Industrie et de Secours de Tournai : 1830
- Membre suppléant au Congrès national : 1830
- Sénateur par l'arrondissement de Tournai : 1831-1832
- Administrateur de la Société des Hauts Fourneaux du Borinage : 1837-1841
- Conseiller provincial de Hainaut : 1840-1844

## Distinctions
- Baron : 1827 (Lettres de Guillaume Ier)
- Ordre du Lion belgique : 1830
- Ordre de Léopold : 1841

## Sources
- Le Parlement belge, 1831-1894 p. 384.
- J. Stengers, J.-L. De Paepe, M. Gruman e.a., Index des éligibles au Sénat (1831-1893), Brussel, 1975.
- E. Matthieu, Biographie du Hainaut, Enghien, 1902-1905, II, p. 67.
- J. Laureyssens, Industriële naamloze vennootschappen in België, 1819-1857
- G. Lefebvre, "Biographies tournaisiennes des XIXe et XXe siècles", Tournai, 1990, p. 163-164.
- Biographie nationale, Tome 11

- Ressource relative à plusieurs domaines :   - ODIS